# Cherrytree Records
A Cherrytree Records egy amerikai lemezkiadó, az Interscope Records impresszuma.

## Történet
A kiadót 2005-ben alapította Martin Kierszenbaum (Kirs zen baum – a cseresznyefa német megfelelője). A kiadó új, egyre népszerűbbé váló előadókra fókuszál.
A Cherrytree Records egy online rádiót is magáénak tudhat, mely pop alternatív stílusú zenéket sugároz.

## Jelenlegi előadók
- Colette Carr
- Ellie Goulding
- Far East Movement
- Feist
- Keane (2009-)
- La Roux
- LMFAO
- Matthew Koma
- Michael Kiwanuka
- Mt. Desolation
- Natalia Kills
- Nero
- Reema Major
- Robyn (2005-)
- We Are Serenades
- Sting (2010-)
- The Feeling
- The Knux
- Tokio Hotel

## Korábbi előadók
- Cinema Bizarre
- Die Antwoord
- Flipsyde
- Frankmusik
- Japanese Voyeurs
- Lady Gaga
- Lindi Ortega
- Mohombi
- Noah And The Whale
- Space Cowboy
- The Fratellis
- Tommy Sparks
- Yuksek
- The Police

## Külső hivatkozások
- Hivatalos weboldal
- The Cherrytree House
- Cherrytree Radio